# Julius Reubke

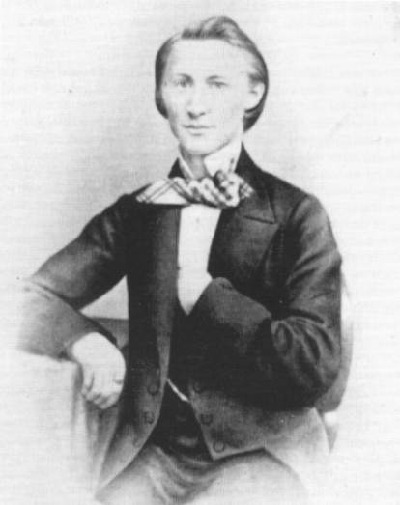
Julius Reubke

Julius Reubke (Hausneindorf, 23 marzo 1834 – Pillnitz, 3 giugno 1858) è stato un compositore, pianista e organista tedesco.

## Biografia
Figlio del celebre organaro Adolf Reubke, studiò pianoforte con Theodor Kullak e composizione con Bernhard Marx presso il conservatorio di Berlino. Musicista precoce e di straordinario talento dalla grande facilità tecnica, su raccomandazione di Hans von Bülow, nel 1856 si trasferì a Weimar divenendo uno degli allievi prediletti di Franz Liszt che lo ricordò con parole commosse quando morì prematuramente due anni dopo nel 1858 all'età di 24 anni.
La sua composizione per organo più importante è la Sonata sul Salmo 94 in do minore (1857), uno dei capisaldi dell'organo romantico; delle sue tre composizioni per pianoforte con numero d'opera la più nota è la Sonata per pianoforte in si bemolle minore (sempre del 1857) che viene eseguita ancora oggi.